# Candona punctata
Candona punctata är en kräftdjursart som beskrevs av N. C. Furtos 1933. Candona punctata ingår i släktet Candona och familjen Candonidae. Inga underarter finns listade.